# Milni mehurček
Mílni mehúrček je zelo tanka plast milne vode v obliki sfere. Površino mehurčka vidimo v mavričnih barvah. Milni mehurčki so navadno obstojni le nekaj trenutkov, nato se razpočijo sami od sebe ali pa zaradi stika z drugim telesom. Pogosto so uporabljeni kot otroška igrača, pojavljajo pa se tudi v umetnosti in so lahko zanimivi tudi za odrasle. Milni mehurčki lahko pripomorejo pri reševanju zapletenih matematičnih problemov prostora.